# 陆冲鹏
陆冲鹏（？—？），江苏省海门县人，海门县大地主，中华民国政治人物、律师、青帮人物。

## 生平
1918年，陆冲鹏在海门县当选为安福国会众议员。1921年，拜张仁奎为师。 
1921年（民国十年），上海爆发“民十信交风潮”。1921年12月上旬，在信交企业大批破产之前，银行业便已出现因将大笔资金投入信交市场投机而致周转不灵倒闭的情况。沪海实业银行因为投机欠债，于1921年12月3日正式拒付，12月7日遭到债权人起诉，经公共厅查验，该行累计亏欠达60余万两白银，账目也遭严重涂改，12月8日该行行长陆冲鹏交纳保释金开释后，随即逃往他乡，该银行乃正式倒闭。在此次风潮中，先后倒闭的银行有沪海、中外、民新、惠工、丰大、华孚等7家，占当时上海华资银行数量的约1/6。
后来，陆冲鹏在上海当律师。他与皖系人士关系密切，曾帮段祺瑞转手杜月笙销售烟土。因此，1925年，陆冲鹏从北京返回上海，携带段祺瑞政府财政部的委任状，聘任杜月笙、张啸林为财政部参议。 
1928年11月27日，中共中央机关报《红旗》报第2期出版，刊头的“红旗”两字即由杨度题写。为掩护身分，经中共党组织同意，由陆冲鹏、章士钊引荐，杨度成为上海帮会领袖杜月笙的挂名秘书，并得杜月笙每月资助500元，成为杜会馆的“清客”。